# كيث كارتر
كيث كارتر (بالإنجليزية: Keith Carter)‏ هو سباح أمريكي، ولد في 30 أغسطس 1924 في آكرون في الولايات المتحدة، وتوفي في 3 مايو 2013 في آشفيل في الولايات المتحدة.

## وصلات خارجية
- كيث كارتر على موقع الاتحاد الدولي للسباحة (الإنجليزية)
- كيث كارتر على موقع أوليمبيديا (الإنجليزية)